# سيد وتابع

علاقة السيد والتابع أو الرئيس التابع أو التابع والمتبوع أو رئيس-تابع (بالإنجليزية: Master/slave)‏ نموذج من نماذج اتصال، بين برنامج (في جهاز) واحد تصدر عنه الأوامر يقال له المتبوع، وبرنامج آخر أو برامج يسمى كل منها تابعا يتلقى أوامر المتبوع ثم ينفذها.